# Gaio Ummidio Durmio Quadrato
Gaio Ummidio Durmio Quadrato (in latino: Gaius Ummidius Durmius Quadratus; 12 a.C. circa – Siria, 60) è stato un magistrato, senatore e militare romano, console dell'Impero romano e legatus Augusti pro praetore della Siria sotto Claudio e Nerone.

## Biografia

### Origini famigliari
Gaio Ummidio Durmio Quadrato nacque, sulla base della cronologia delle cariche da lui ricoperte, attorno al 12 a.C. Apparteneva alla gens Ummidia, una famiglia probabilmente equestre originaria di Casinum, nel Latium. Tuttavia, il secondo nomen Durmio ha suggerito alla critica due ipotesi: o che appartenesse biologicamente alla gens Durmia e fosse poi stato adottato da un membro della gens Ummidia; oppure che fosse un Ummidio che assunse anche il nomen della gens materna, i Durmii. In ogni caso, un suo parente, forse suo padre biologico, era verisimilmente Marco Durmio, triumviro monetale del 19 a.C. circa, mentre il padre adottivo doveva chiamarsi Gaio Ummidio.

### Carriera sotto Tiberio e Caligola
Gli inizi della carriera politica sono ben documentati da un'epigrafe, probabilmente sepolcrale, ritrovata nella sua patria Casinum. Quadrato fu, negli ultimi di Augusto, Xvir stlitibus iudicandis, una delle più prestigiose delle quattro possibili ramificazioni del vigintivirato, ma fu solamente con la questura, ricoperta sicuramente nel 14 come questore personale di Augusto e di Tiberio - incarico che dimostra la sua vicinanza alla famiglia imperiale - che egli poté entrare in senato. Proprio come questore, dunque, alla morte di Augusto il 19 agosto del 14, Quadrato assisté di persona alla presa del potere del suo erede e successore Tiberio, sotto il cui regno inizia un rapido cursus honorum, forse promosso dal suo matrimonio con Sallustia.
Edile curule nel 16 o 17 e praetor aerarii nel 18, Quadrato ricoprì poi una serie di incarichi in seno al senato: egli fu curator tabularum publicarum, praefectus frumenti dandi ex senatus consulto e poi proconsole pretorio di Cipro, probabilmente dopo il 22/23, durante il cui mandato dovette concedere la cittadinanza ad alcuni locali attestati epigraficamente. Questa sequenza di incarichi senatorii ha spinto alcuni, come Ronald Syme, a ipotizzare che la vicinanza di Quadrato alla famiglia imperiale fosse momentaneamente venuta meno, ma altri hanno invece opposto la visione secondo cui, in epoca alto-imperiale, incarichi come il proconsolato pretorio di province "minori" come Cipro non fossero ancora considerati indice di un estraniamento presso il princeps.
In ogni caso, il successivo incarico di Quadrato lo vede al servizio imperiale: egli, infatti, fu nominato legatus Augusti pro praetore della importante provincia di Lusitania, carica durante la quale Quadrato ricevette, l'11 maggio 37, il giuramento di fedeltà della città di Aritium al momento della notizia dell'avvenuto passaggio di potere tra Tiberio e Caligola nel marzo precedente. Géza Alföldy propone per Quadrato un lungo mandato, ipotizzandolo come immediato successore di Lucio Fulcinio Trione, che lasciò il posto nei mesi centrali del 31 per diventare console suffetto di quell'anno: il mandato di Quadrato sarebbe quindi durato dal 31 al 39 circa.
L'incarico successivo vede Quadrato al vertice dello stato romano: egli fu infatti, con ogni probabilità, console suffetto nel secondo semestre del 40. La durata del suo mandato è però ancora incerta: Annalisa Tortoriello, nel suo studio dei consoli dell'epoca di Caligola e di Claudio, ritiene che egli, insieme al suo collega Lucio Annio Viniciano, possa aver avuto un mandato bimestrale, tra luglio e agosto, mentre Pierangelo Buongiorno, sulla base di un'analisi della struttura dei fasti consolari di Caligola, sostiene che i due possano aver ricoperto il consolato per tutto il secondo semestre, da luglio a dicembre.
Ad un certo punto della sua carriera, Quadrato fu ammesso nel collegio sacerdotale dei XVviri sacris faciundis.
Dopo il consolato, è possibile che Quadrato fosse a Roma nel periodo attorno al passaggio violento di potere tra Caligola e Claudio nel gennaio 41: è stato ipotizzato che si celi proprio lui dietro al tràdito e insoddisfacente Timidio che, secondo il racconto di Flavio Giuseppe degli eventi di poco precedenti all'assassinio, accusò il senatore suo nemico Pompedio (probabilmente a sua volta da identificare con Quinto Pomponio Secondo, console suffetto del 41, o con il fratello Publio, console suffetto del 44) di aver rivolto parole ingiuriose riguardo al princeps adducendo la testimonianza dell'amante di quello, l'attrice Quintilia, la quale fu torturata da Cassio Cherea per ordine di Caligola e che fu poi rilasciata e assolta insieme a Pompedio dopo che il princeps ebbe ammirato l'aspetto di lei ormai brutalizzato dai tormenti.

### Sotto Claudio
Quadrato, sotto il nuovo princeps Claudio, passò poi a ricevere due incarichi militari, nonostante la sua mancanza di esperienza in campo bellico. Fu innanzitutto nominato, forse tra 46 e 49, legatus Augusti pro praetore di una delle province illiriche - l'epigrafe sepolcrale cassinate indica un generico Illyricum: è stato proposto che sia più probabile un mandato in Pannonia, piuttosto che in Dalmazia.
L'incarico più noto, che fu l'ultimo della sua lunga carriera, fu quello di legatus Augusti pro praetore dell'importantissima provincia di Siria, in cui è attestato a partire dal 51. Quadrato dovette fin dall'inizio risolvere numerosi problemi che si stavano verificando nella sua provincia: Radamisto, figlio di Farasmane I di Iberia, aveva infatti insidiato lo zio Mitridate, re di Armenia appoggiato dai Romani, lo aveva cacciato dal suo regno e costretto a riparare nella fortezza di Gorneas, protetta dal prefetto militare Celio Pollione e dal centurione Casperio; durante l'assedio imposto da Radamisto, Casperio, timoroso della possibilità che Pollione fosse corrotto, si accordò per una tregua in modo da poter informare Quadrato della situazione dell'Armenia qualora non fosse riuscito a distogliere Farasmane dalla guerra. Alla partenza del centurione, però, Pollione, come esito di infide negoziazioni tra Radamisto, Farasmane e Mitridate, decise di imporre a Mitridate la pace, sobillato dal denaro iberico e sobillando a sua volta i propri soldati: con un subdolo inganno, Radamisto riuscì a catturare un inerme Mitridate insieme alla moglie, sua sorella, e ai loro figli, a portarli dal padre Farasmane e, infine, a ucciderli, secondo i suoi ordini, lontano dalla sua vista. Quadrato, saputo degli eventi, concordò con il suo consilium sull'opportunità degli scontri tra i regoli orientali e dell'ignominiosa conquista dell'Armenia da parte di Farasmane e Radamisto, ma, per non mostrare di approvare il delitto e consapevole della possibilità di ricevere ordini contrari di Claudio, mandò messaggeri a Farasmane affinché si allontanasse dall'Armenia e trascinasse via il figlio. Tuttavia, il vergognoso comportamento del procuratore di Cappadocia, Giulio Peligno, che, avendo fallito nel riconquistare - o meglio, secondo Tacito, razziare - l'Armenia, si era rifugiato da Radamisto a sollecitare che si proclamasse re di quel paese, spinse Quadrato a inviare con una legione il legato Elvidio Prisco per rimediare ai disordini; Prisco fu però richiamato non appena superò la catena del Tauro per evitare di scatenare una guerra con la Partia, il cui re Vologese, approfittando dei disordini, aveva iniziato l'invasione per mettere sul trono d'Armenia il fratello Tiridate. Dopo iniziali vittorie, la durezza dell'inverno e le malattie causate dalla mancanza di viveri costrinsero i Parti a rinunciare, permettendo a Radamisto di ritornare e di reimporsi come re d'Armenia: il suo comportamento, più violento e sospettoso, provocò l'ira degli Armeni, che circondarono la reggia e cacciarono Radamisto e la moglie Zenobia, portando il primo a rifugiarsi dal padre in Iberia e la seconda a tentare di uccidersi per poi sopravvivere ed essere portata alla corte di Tiridate, dove fu trattata con onore.
Intanto, nel 52, il procuratore della Giudea, Ventidio Cumano, dopo alcuni gravi problemi sorti tra i propri soldati e la popolazione della provincia, non aveva saputo risolvere un tumulto scoppiato tra Giudei e Samaritani per l'assassinio di un galileo da parte dei secondi; i Giudei, allora, per ritorsione si sollevarono contro i Samaritani, provocando l'invio dell'ala Sebastenorum da parte di Cumano da Cesarea e la morte di molti insorti. Vista la situazione esplosiva che si era creata, Quadrato, chiamato in soccorso dai maggiorenti samaritani e dai loro avversari giudei che li accusavano, mosse da Tiro verso la Samaria: rinviando il suo giudizio a dopo accurate indagini, Quadrato arrivò a Cesarea, dove fece crocifiggere tutti gli insorti catturati da Cumano, e poi incontrò a Lidda i delegati dei Samaritani: appurata la partecipazione all'insurrezione di diciotto Giudei, li fece decapitare, mentre inviò altri notabili giudei (tra cui i sommi sacerdoti Gionata e Anania e il figlio di quest'ultimo Anano, comandante della guardie del tempio di Gerusalemme) e samaritani, nonché Cumano e il tribuno Celere, a Roma affinché si discolpassero di fronte al tribunale imperiale presieduta da Claudio in persona. L'esito, sollecitato anche dalle parole di Erode Agrippa II e di Agrippina, fu favorevole ai Giudei: i delegati samaritani vennero condannati e tre messi a morte, Celere venne condotto a Gerusalemme per essere esposto al pubblico ludibrio e poi ucciso, mentre Cumano fu destituito ed esiliato per la sua incompetenza come governatore: al suo posto fu nominato il liberto Antonio Felice, fratello di Pallante, ministro di Claudio, su richiesta del nuovo sommo sacerdote Gionata. Nel mentre, Quadrato, temendo un'ulteriore insurrezione, da Lidda si era recato a Gerusalemme, ma, trovando la città pacifica e dedita alla celebrazione della Pasqua ebraica, rientrò ad Antiochia.
Nello stesso anno, i Cieti, guidati da Trossobore, iniziarono a terrorizzare quella parte della provincia di Cilicia Pedias confluita nella Siria, arrivando ad assediare la città di Anemuria: l'ala di cavalleria sotto il comando di Gneo Curzio Severo, cognatus di Quadrato, non riuscì a sconfiggere i ribelli, che però, grazie all'opera di disgregazione compiuta dal re Antioco IV di Commagene, si sfaldarono e, dopo l'uccisione di Trossobore e di altri capi, si calmarono.

### Fine sotto Nerone
Dopo la morte di Claudio, avvenuta alla fine del 54, Quadrato fu riconfermato governatore dal successore Nerone: il passaggio di potere indusse i Parti a cacciare Radamisto e ad impadronirsi dell'Armenia, e Nerone, ansioso di mostrarsi risoluto, decretò che si rinforzassero le legioni orientali con giovani delle province vicine, che esse si avvicinassero all'Armenia, che Erode Agrippa II di Giudea e Antioco IV di Commagene fornissero soldati per entrare nei territori parti, che si gettassero ponti sull'Eufrate e che si affidasse l'Armenia minore ad Aristobulo e la Sofene a Soemo; tali operazioni, come anche la sollevazione del figlio Vardane come suo rivale, spinsero il re partico Vologese a uscire dall'Armenia, come per rimandare la guerra. Tra i tripudi, i ringraziamenti e gli onori concessi dal senato a Nerone, fu deciso, anche grazie a Seneca e Burro, che fosse preposto alla conservazione dell'Armenia il generale Gneo Domizio Corbulone: le truppe d'Oriente, come anche il comando dei re alleati, furono divisi tra Corbulone, che ebbe parte degli ausiliari, due legioni ma anche le coorti e le torme di Cappadocia, e Quadrato, che conservò parte degli ausiliari e due legioni e si affrettò a incontrare Corbulone a Egea, in Cilicia, per dargli i soldati lì ed evitare che il collega, molto fascinoso, attirasse verso di sé l'attenzione di tutti. Il cattivo sangue tra i due generali, però, continuò a sussistere: infatti, al momento della consegna di alcuni nobili ostaggi da parte del re partico Vologese, convinto dai messaggeri romani, il centurione Insteio Capitone, mandato da Quadrato, si vide avvicinato dal prefetto di coorte Arrio Varo, inviato da Corbulone, affinché gli consegnasse gli ostaggi da portare a Roma; ciò provocò un acceso dibattito tra i due inviati, risolto dagli stessi ostaggi a favore di Varo e di Corbulone. Alla notizia, Quadrato protestò energicamente contro Corbulone, accusandolo di star rubando il frutto dei suoi negoziati, mentre il collega rispondeva affermando che era solo grazie a lui che il re partico si era intimorito tanto da consegnare ostaggi: Nerone, cercando di placare gli animi, assunse una nuova, seconda salutatio imperatoria esplicitamente per le ottime imprese di Ummidio e Corbulone. Significativa è però la notizia che, sempre nel 55, la Siria era stata destinata, grazie probabilmente ai maneggi di Agrippina, a Publio Anteio Rufo, evidentemente in sostituzione di Quadrato, ma che Rufo, raggirato con molte tergiversazioni, fu poi trattenuto a Roma: gli amici di Quadrato a corte dovevano ancora essere potenti. Nel mentre, Ummidio si occupò anche dell'amministrazione civile, facendo costruire una nuova strada da Antiochia alla nuova colonia di Tolemaide nel 56. Sembra però che la conduzione della guerra contro i Parti, ripresa nel 58, fosse ormai definitivamente nelle mani di Corbulone, dal momento che Quadrato, delle cui truppe è invece sottolineata la pigrizia e la mancanza di allenamento, non viene più nominato da Tacito in ulteriori azioni militari. Alla fine, Quadrato morì ancora in carica, nel 60, e la sua provincia passò così al suo nemico Corbulone, che, nel mentre, stava conducendo vittoriosamente la campagna in Armenia contro i Parti.

### Legami famigliari

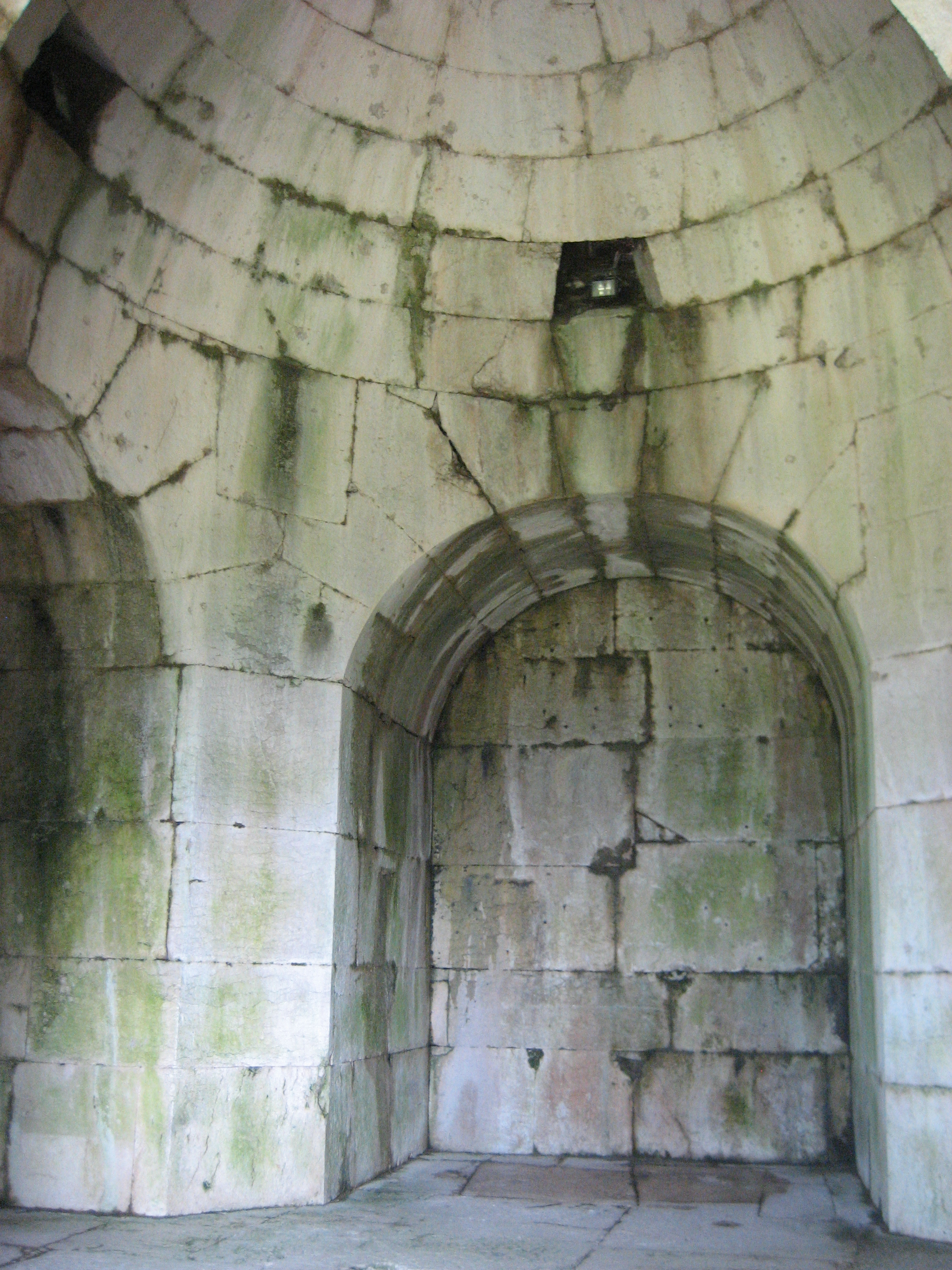
Mausoleo di Ummidia Quadratilla a Casinum (odierna Cassino)

Dai nomi dei suoi numerosi e illustri discendenti, si sono ricostruiti per Quadrato almeno due matrimoni. Il primo, officiato presumibilmente qualche anno prima del 14, sembra essere stato con una Sallustia, forse figlia di Gaio Sallustio Crispo, amicus di Augusto e di Tiberio, o del figlio adottivo Gaio Sallustio Crispo Passieno, console iterum nel 44, da cui egli sembra aver avuto Gaio Ummidio Sallustio, autore di una dedica di un monumento ignoto a Marte Ultore nel foro romano in occasione dell'assunzione della toga virilis. Il secondo, invece, sembra essere stato con un'Asconia Seconda: da lei, forse parente del poeta Silio Italico, console ordinario del 68, Quadrato sembra aver avuto Gaio Ummidio Quadrato, cooptato in un collegio sacerdotale (forse i Salii Palatini, ma più probabilmente qualche altro collegio, come i sodales Titii) nel 63 ma forse identico al citato Sallustio o altrimenti, ma meno probabilmente, nipote di Quadrato, e soprattutto Ummidia Quadratilla. Questa è da identificare verisimilmente con la Ummidia Quadratilla Asconia Seconda ricordata in un'epigrafe dell'anfiteatro cassinate, e fu benefattrice della città di Casinum in cui fece costruire un anfiteatro e un tempio e ristrutturare un teatro costruito dal padre, e proprietaria di una villa forse sull'Aventino un tempo appartenuta al giurista esiliato Gaio Cassio Longino: la sua morte, celebrata da una lunga e raffinata lettera di Plinio il Giovane datata al 107, permette di stabilire la sua data di nascita attorno al 28 e un matrimonio con un ignoto nei primi anni di Claudio. Nipoti ed eredi di Quadratilla furono Ummidia Quadratilla, forse moglie di Marco Asinio Marcello, console ordinario del 104, e Gaio Ummidio Quadrato Sallustio (o Severo) Sertorio, nato attorno all'83/84 e console suffetto del 118 e amicus di Adriano, che poi però lo attaccò verso la fine del regno: Sertorio sposò forse un'Annia, forse figlia del console tertium Marco Annio Vero, da cui ebbe Gaio Ummidio Quadrato, forse noto anche come Anniano Vero, console suffetto del 146. A sua volta, questi arrivò a sposare Annia Cornificia Faustina, sorella del futuro princeps Marco Aurelio, da cui ebbe, nel 138/139, Marco Ummidio Quadrato, forse noto anche come Anniano Quadraziano, console ordinario del 167 insieme a Lucio Vero, Ummidia Cornificia Faustina, proprietaria di possedimenti materni in Pisidia, e forse un'Ummidia che sposò il generale Gneo Claudio Severo, console iterum nel 173, generando Claudio Ummidio Quadrato, cospiratore contro Commodo ucciso nel 182; in alternativa, è stato ipotizzato che quest'ultimo sia un figlio biologico di Severo adottato poi dal console del 167.